# 贖罪 (小說)
《贖罪》（Atonement）是英國小說家伊恩·麥克伊旺的小說，於2001年出版。故事講述1930年代上流社會家族的末女白昂妮·塔利斯，因為童年誤指認姊姊西希莉雅的心儀對象兼家僕羅比為強姦表姊蘿拉的犯人，結果導致了無可挽回的嚴重後果。

## 角色
白昂妮·塔利斯（Briony Tallis）：本作女主角，塔利斯家族的末女，故事開始時13歲，熱衷寫作編劇。因為目擊羅比與西希莉雅之間的互動與誤會，對羅比起疑心，加上發生表姊蘿拉遭性侵的案件，指認羅比為犯人，造成西希莉雅與羅比被拆散。成年後放棄了進入劍橋大學的機會，前往倫敦救傷(後送)醫院接受護士訓練，但在得知當年的真相後為時已晚，投身文壇。晚年（77歲）將自己因為誤會釀成悲劇的事蹟撰寫成小說《贖罪》，為自己年輕時期鑄成的錯誤與悲劇的贖罪。
羅比·透納（Robbie Turner）：服侍塔利斯家族的管家之子，與塔利斯家的孩子是一起長大的玩伴。與西希莉雅互生情愫，兩者皆於劍橋大學畢業。在家族聚會中因為花瓶的事情，與西希莉雅發生爭執，為了向西希莉雅致歉寫了兩封信（一封為羅比放棄交給西希莉雅且有情色成份的信、一封為正式致歉的信），結果被白昂妮拿走含有情色內容信交給西希莉雅，造成雙方產生誤會。後由於發生蘿拉遭侵犯的事件、被白昂妮目擊羅比與西希莉雅在家族書庫發生性關係的場面，遭白昂妮誣指為犯人，遭警方逮捕，最終投身軍隊，在敦克爾克大行動中因為敗血病死在當地的海灘上。事後白昂妮為了當年的事情懺悔，將這段家族事蹟寫進小說裡，但修改了羅比與西希莉雅的後期際遇，讓兩者得以在書中重逢並延續幸福的日子。
西希莉雅·塔利斯（Cecilia Tallis）：本作重要女主角之一，白昂妮的長姊，塔利斯家族的第二個孩子，心高氣傲但無法認清自我，與家僕羅比互生情愫，但礙於階級隔閡無法坦白，與羅比同為劍橋大學畢業。在家族聚會中因為花瓶的事情，與羅比發生爭執，為了撿拾被打碎的花瓶褪下衣物進入水池的畫面，正好被白昂妮目擊，成為白昂妮啟蒙撰寫心理虛構作品的契機。後由於發生蘿拉遭侵犯的事件，與羅比失去連絡，是唯二相信羅比清白的人物。最終在敦克爾克大撤退的數個月後，因為炸彈摧毀巴勒姆站而喪命。事後白昂妮為了當年的事情懺悔，將這段家族事蹟寫進小說裡，但修改了羅比與西希莉雅的後期際遇，讓兩者得以在書中重逢並延續幸福的日子。
里昂·塔利斯（Leon Tallis）：白昂妮的兄長，與巧克力製造商保羅·馬歇爾互為好友。返家探視親人時讓保羅隨行，卻成為蘿拉遭侵犯的導火線。
傑克·塔利斯、艾蜜莉·塔利斯（Jack and Emily Tallis）：里昂、西希莉雅、白昂妮的父母。
朵洛蕾絲·蘿拉·昆西（Dolores 'Lola' Quincey）：白昂妮的表親，對羅比觀感不佳。1935年夏天，當時15歲的蘿拉因為父母離婚，偕同兩個時年9歲的雙胞胎弟弟傑克遜與派羅特（Jackson and Pierrot ）造訪塔利斯家族，白昂妮本有意讓她演出自己編劇的話劇，但由於兩個弟弟發生爭執導致話劇告吹，結果她在天色昏暗且看不清襲擊者的狀況遭強姦。時隔多年後與保羅·馬歇爾結婚。
傑克遜與派羅特（Jackson and Pierrot ）：蘿拉的兩個弟弟，雙胞胎兄弟。偕同姊姊蘿拉拜訪塔利斯家族，白昂妮本有意讓兄弟倆演出自己編劇的話劇，但由於兄弟倆發生爭執導致話劇告吹。故事尾聲白昂妮已屆晚年（77歲）時，傑克遜已於15年前去世，派羅特則以長者的身份再次登場。
保羅·馬歇爾（Paul Marshall）：巧克力製造商，里昂的好友。偕同里昂造訪塔利斯家族，但趁眾人不留意時強行侵犯了蘿拉，被蘿拉在臉上留下抓痕，然而白昂妮因為基於對羅比的誤解，造成羅比被誣指為犯人，反讓保羅逃過法律制裁。多年後白昂妮出席蘿拉與保羅的婚禮憶起往事，始驚覺保羅才是真正的罪魁禍首，但為時已晚。

## 榮譽
《贖罪》曾入圍布克獎 。2010年，《時代雜誌》將《贖罪》名列1923年以來百大英語小說之一。

## 改編
《贖罪_(電影)》：2007年的戲劇愛情英國電影